# Михайловский рудник (палеонтология)
Михайловский рудник — палеонтологическое местонахождение в Железногорском районе Курской области, относящееся к нижней части франского яруса верхнего девона. Ихтиофауна Михайловского рудника является наиболее разнообразным и распространённым франским комплексом позвоночных.

## Список палеобиоты
В комплексе рыб Михайловского рудника наиболее распространены Psammosteiformes и плакодермы.

### Разнощитковые

#### Psammosteiformes
- Tartuosteus (?) zheleznogorskensis Moloshnikov, 2007 (Pycnosteidae)
- Psammosteus cf. praecursor (Psammosteidae)

### Хрящевые рыбы

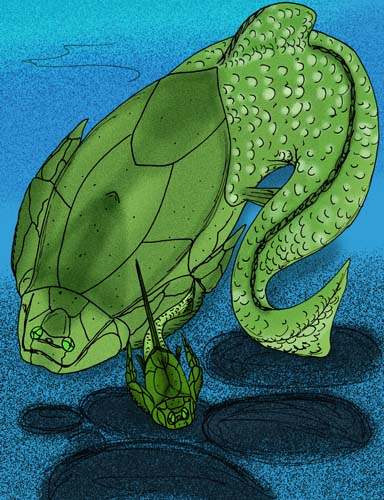
Asterolepis ornata

- Asterolepis ornataAtopacanthus sp. (Ischnacanthida)
- Devononchus concinnus Gross, 1940 (Diplacanthiformes)
- Chondrichthyes indet.

##### Акулы
- Haplacanthus sp. (Acanthoessidae)

### Плакодермы

#### Антиархи
- Asterolepis radiata Rohon, 1900 (Asterolepididae)
- Asterolepis ornata Eichwald, 1840 (Asterolepididae)
- Asterolepis cf. syasiensis (Asterolepididae)
- Asterolepis sp. (Asterolepididae)

#### Артродиры
- Plourdosteus livonicus Eastman, 1896 (Arthrodira)

#### Ptyctodontida

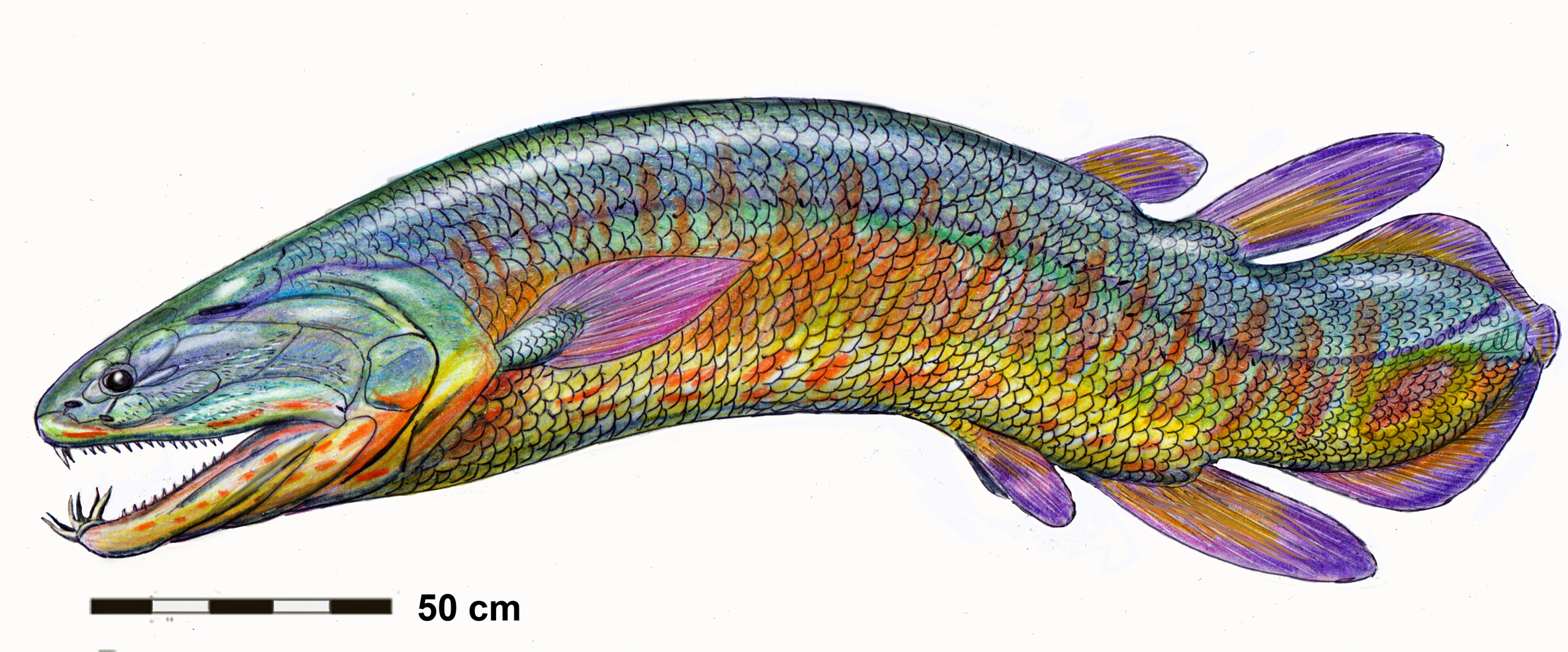
Onychodus

- Ptyctodontida indet.
- «Ptyctodus» sp. (Ptyctodontidae)

### Костные рыбы

#### Палеонискообразные
- Palaeoniscidae indet.

#### Остеолепиды
- Onychodus sp. (Onychodontidae[англ.])
- Glyptolepis sp. (Glyptodipterini)
- Osteolepididae indet.

#### Поролепообразные

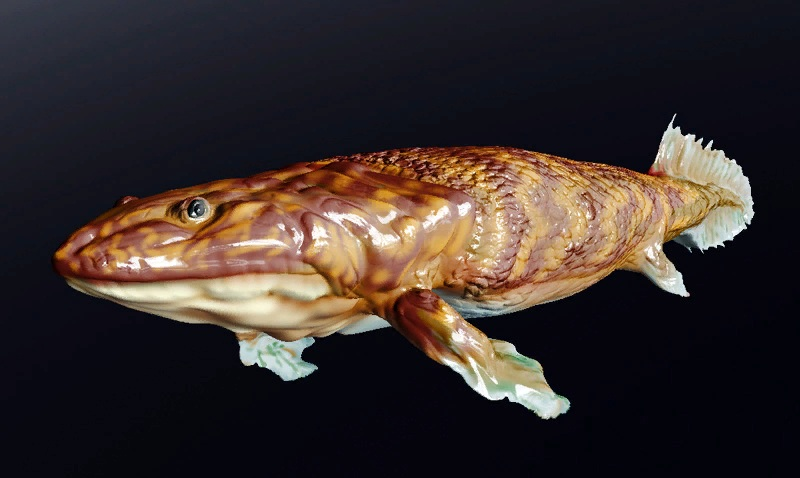
Panderichthys

- Holoptychius sp. (Holoptychiidae)Panderichthys
- Laccognathus sp. (Holoptychiidae)

#### Двоякодышащие
- Dipteridae indet.

#### Элпистостегалии
- Panderichthys sp.

## Палеоэкология
На территории Михайловского рудника располагалась прибрежная зона моря со значительно пониженной солёностью.
Ихтиофауна Михайловского рудника может быть разделена на следующие группы:
- Детритофаги и/или планктонофаги. Гетеростраки Psammosteus и спорный Tartuosteus употребляли в пищу нижний слой детрита, частицы и планктон, взвешенные в толще воды. Возможно, хрящевая рыба Devononchus была планктонофагом.
- Альгофаги и/или бентофаги. Представителями данной группы были плакодермы Asterolepis, обладавшие маленькими и слабыми челюстями и уплощённым телом, характерными для питающихся бентосом животных. Также к бентофагам относятся двоякодышащие семейства диптеровых (Dipteridae), плакодермы Plourdosteus и небольшие хрящеве рыбы.
- Склерофаги. Плакодермы Ptyctodontidae обладали уплощёнными челюстными пластинами (триторами), приспособленными для дробления животных с прочной броней или раковинами.
- Мелкие хищники. Членами этой группы являлись лопастепёрые рыбы семейств Osteolepididae и Onychodontidae (Onychodus) и акантоды Atopacanthus. Последние были мелкими активными хищными рыбами, длина черепа которых составляла менее 10 см.
- Крупные хищники. Крупные лопастепёрые рыбы, такие как Panderichthys, Glyptolepis, Laccognathus и Holoptychius, были активными ихтиофагами, занимавшими вершину пищевой цепи.